# Kraftwerk Velilla
Das Kraftwerk Velilla (spanisch Central térmica de Velilla) ist ein Kohlekraftwerk in der Gemeinde Velilla del Río Carrión, Provinz Palencia, Spanien.
Die installierte Leistung des Kraftwerks beträgt 516 MW. Es ist im Besitz von Iberdrola und wird auch von Iberdrola betrieben. Das Kraftwerk ging 1967 mit dem ersten Block in Betrieb. Iberdrola hat Ende 2019 beantragt, das Kraftwerk stillzulegen; es wurde am 30. Juni 2020 stillgelegt.

## Kraftwerksblöcke
Das Kraftwerk besteht aus zwei Blöcken, die 1967 und 1984 in Betrieb gingen. Die folgende Tabelle gibt einen Überblick:
| Block | Max. Leistung (MW) | Betriebsbeginn | Turbine          | Generator        | Dampfkessel | Status      |
| ----- | ------------------ | -------------- | ---------------- | ---------------- | ----------- | ----------- |
| 1     | 155                | 1967           | General Electric | General Electric | GDV         | Stillgelegt |
| 2     | 361                | 1984           | Westinghouse     | Westinghouse     | GDV         | Stillgelegt |

Die Jahreserzeugung lag 2002 bei 3,377 Mrd. kWh.